# Вика великоцвіта
Вика великоцвіта, горошок великоквітковий (Vicia grandiflora) — вид рослин з родини бобові (Fabaceae), поширений у західній і середній Азії, середній, південно-східній і південній Європі.

## Опис
Однорічна рослина, запушена, рідко гладка, стебла заввишки до 60 см, висхідні, біля основи бідно розгалужені. Насіння неправильної кулястої, сочевичної форми, 3.5–4.5 × 3.2–3.6 мм; поверхня гладка, тьмяна, блідо-коричнева, одноколірна або з безліччю чорних плям. 2n=14.

## Поширення
Поширений у західній і середній Азії, середній, південно-східній і південній Європі; інтродукований на сході США.
Населяє ліси, узлісся та в інші порушені місця.